# Olympische Sommerspiele 2000/Teilnehmer (Nigeria)
| Gelbes Symbol für Goldmedaillen mit stilisierten Olympischen Ringen | Graues Symbol für Silbermedaillen mit stilisierten Olympischen Ringen | Braundes Symbol für Bronzemedaillen mit stilisierten Olympischen Ringen |
| ------------------------------------------------------------------- | --------------------------------------------------------------------- | ----------------------------------------------------------------------- |
| 1                                                                   | 2                                                                     | —                                                                       |

Nigeria nahm an den Olympischen Sommerspielen 2000 in Sydney, Australien, teil. 83 Athleten, darunter 44 Männer und 39 Frauen, nahmen in acht Sportarten teil. Fahnenträger bei der Eröffnungsfeier war der Läufer Sunday Bada.

## Medaillengewinner

### Gold
| Name | Sportart       | Wettkampf             |
| --- | -------------- | --------------------- |
| Sunday Bada, Clement Chukwu, Jude Monye, Enefiok Udo-Obong, Nduka Awazie (nur Vorläufe) & Fidelis Gadzama (nur Vorläufe) | Leichtathletik | Männer, 4 × 400 Meter |

### Silber
| Name         | Sportart       | Wettkampf                       |
| ------------ | -------------- | ------------------------------- |
| Glory Alozie | Leichtathletik | Frauen, 100 Meter Hürden        |
| Ruth Ogbeifo | Gewichtheben   | Frauen, Klasse bis 75 Kilogramm |

## Teilnehmer nach Sportarten

### Boxen
Männer
- Olusegun Ajose
Halbweltergewicht: 2. Runde

- Jegbefumere Albert
Halbschwergewicht: 6. Platz/Viertelfinale

- Albert Eromosele
Mittelgewicht: 2. Runde

- Rasmus Ojemaye
Schwergewicht: 1. Runde

- Samuel Peter
Superschwergewicht: 7. Platz/Viertelfinale

### Fußball
Nach der siegreichen Teilnahme 1996 nahm Nigeria zum vierten Mal am Fußballturnier der Männer teil. Trainer war, wie schon fünf Jahre zuvor, der Niederländer Jo Bonfrere. Die Mannschaft, deren Spieler größtenteils bei europäischen Vereinen unter Vertrag standen, startete mit einem 3:3 gegen Honduras ins Turnier, gegen Australien gelang ein 3:2-Sieg. Im letzten Gruppenspiel genügte gegen Italien ein 1:1, um als Gruppenzweiter ins Viertelfinale einzuziehen. Dieses ging gegen Chile mit 1:4 verloren.
Erstmals nahm Nigeria auch am Fußballturnier der Frauen teil. Gegen die drei Gruppengegner aus China, Norwegen und den Vereinigten Staaten verlor die von Mabo Ismaila trainierte Mannschaft jeweils 1:3, sodass die Vorrunde mit 0 Punkten auf dem letzten Platz beendet wurde.
| Männer - Tor 1 Greg Etafia 18 Sam Okoye 22 Ettah Ijoh (Ersatz) - Abwehr 2 Samuel Okunowo 3 Celestine Babayaro 5 Furo Iyenemi 6 Christopher Kanu 15 Godwin Okpara 16 Isaac Okoronkwo 19 Chikelue Iloenyosi (Ersatz) - Mittelfeld 10 Azubuike Oliseh 11 Garba Lawal 12 Henry Onwuzuruike 14 Blessing Kaku 20 Henry Nwosu Kanu (Ersatz) - Sturm 4 Johnson Sunday 7 Victor Agali 8 Bright Igbinadolor 9 Yakubu Aiyegbeni 13 Pius Ikedia 17 Julius Aghahowa | Frauen - Tor 1 Ann Chiejine 18 Judith Chime 22 Precious Dede (Ersatz) - Abwehr 2 Yinka Kudaisi 4 Perpetua Nkwocha 5 Eberechi Opara 6 Kikelomo Ajayi 16 Florence Iweta 21 Vivian Nkemakolam (Ersatz) - Mittelfeld 3 Martha Tarhemba 9 Gloria Usieta 10 Mercy Akide 13 Nkiru Okosieme 14 Florence Omagbemi 15 Maureen Mmadu - Sturm 7 Stella Mbachu 8 Rita Nwadike 11 Ifeanyi Chiejine 12 Patience Avre 17 Nkechi Egbe 19 Lami Adamu (Ersatz) 20 Adaku Okoroafor (Ersatz) |

### Gewichtheben
| Männer - Sunday Mathias Federgewicht: 15. Platz | Frauen - Evelyn Ebhomien Leichtgewicht: DNF - Franca Gbodo Federgewicht: 4. Platz - Helen Idahosa Superschwergewicht: 5. Platz - Ruth Ogbeifo Schwergewicht: Silber |

### Judo
| Männer - Majemite Omagbaluwaje Halbmittelgewicht: 1. Runde | Frauen - Bilkisu Yusuf Halbmittelgewicht: 1. Runde |

### Leichtathletik
Die 4-mal-400-Meter-Staffel der Männer gewann zunächst die Silbermedaille. Nachdem aber die Staffel der Vereinigten Staaten, die ursprünglich als Sieger hervorging, des Dopings überführt und damit disqualifiziert wurde, wurde der Staffel Nigerias die Goldmedaille anerkannt.
| Männer - Deji Aliu 100 Meter: Halbfinale 4 × 100 Meter: DNF/Halbfinale - Nnamdi Anusim 4 × 100 Meter: DNF/Halbfinale - Nduka Awazie 400 Meter: Vorläufe 4 × 400 Meter Staffel: Gold (nur Vorläufe) - Sunday Bada 400 Meter: Viertelfinale 4 × 400 Meter Staffel: Gold - Clement Chukwu 4 × 400 Meter Staffel: Gold - Uchenna Emedolu 200 Meter: Viertelfinale 4 × 100 Meter: DNF/Halbfinale - Sunday Emmanuel 100 Meter: Halbfinale 4 × 100 Meter: DNF/Halbfinale - Fidelis Gadzama 4 × 400 Meter Staffel: Gold (nur Vorläufe) - Jude Monye 400 Meter: Viertelfinale 4 × 400 Meter Staffel: Gold - Francis Obikwelu 200 Meter: Halbfinale - Seun Ogunkoya 100 Meter: Vorläufe - Sylvester Omodiale 400 Meter Hürden: Vorläufe - Enefiok Udo-Obong 4 × 400 Meter Staffel: Gold - Chima Ugwu Kugelstoßen: 21. Platz in der Qualifikation | Frauen - Bisi Afolabi 400 Meter: Viertelfinale 4 × 400 Meter: 4. Platz - Benedicta Ajudua 4 × 100 Meter: 7. Platz - Glory Alozie 100 Meter Hürden: Silber 4 × 100 Meter: 7. Platz - Angela Atede 100 Meter Hürden: Viertelfinale - Vivian Chukwuemeka Kugelstoßen: 14. Platz in der Qualifikation - Joan Ekah 100 Meter: Viertelfinale - Patience Itanyi Weitsprung: 25. Platz in der Qualifikation - Doris Jacob 4 × 400 Meter: 4. Platz - Mercy Nku 100 Meter: Halbfinale 200 Meter: Halbfinale 4 × 100 Meter: 7. Platz - Falilat Ogunkoya 400 Meter: 7. Platz 4 × 400 Meter: 4. Platz - Rosemary Okafor 4 × 400 Meter: 4. Platz - Mary Onyali-Omagbemi 100 Meter: Viertelfinale 200 Meter: Viertelfinale 4 × 100 Meter: 7. Platz - Charity Opara 400 Meter: Viertelfinale 4 × 400 Meter: 4. Platz - Fatima Yusuf 200 Meter: Viertelfinale |

### Ringen
Männer
- Victor Kodei
Schwergewicht, Freistil: 15. Platz

- Ibo Oziti
Weltergewicht, Freistil: 20. Platz

### Schwimmen
| Männer - Gentle Offoin 100 Meter Freistil: 60. Platz | Frauen - Ngozi Monu 50 Meter Freistil: 57. Platz |

### Tischtennis
| Männer - Peter Akinlabi Einzel: Gruppenphase - Kazeem Nosiru Doppel: Gruppenphase - Segun Toriola Einzel: Gruppenphase Doppel: Gruppenphase | Frauen - Bose Kaffo Einzel: Gruppenphase Doppel: Gruppenphase - Kehinde Okenla Doppel: Gruppenphase - Funke Oshonaike Einzel: Gruppenphase Doppel: Gruppenphase - Atisi Owoh Doppel: Gruppenphase |